# Boreophilia

Boreophilia (лат.) — род коротконадкрылых жуков из подсемейства Aleocharinae. Голарктика.

## Распространение
Палеарктика (15 видов) и Неарктика (14 видов), включая Аляску, Гренландию, Исландию, Канаду, Финляндию, Россию. Шесть видов встречаются циркумполярно в Голарктике.

## Описание
Мелкие коротконадкрылые жуки, длина узкого вытянутого тела около 3 мм. Основная окраска буровато-чёрная. Гладкие и блестящие. Нижнечелюстные щупики 4-члениковые, а нижнегубные состоят из 3 сегментов. Пронотум поперечный. Ноги тонкие и короткие. Холодолюбивые виды, встречающиеся в арктических областях и субарктике, в умеренных регионах, обычно ограниченные болотами.

## Классификация
Более 20 видов. Род был впервые описан в 1973 году, а его валидный статус был подтверждён в 2019 году канадским энтомологом Яном Климашевским (Jan Klimaszewski; Laurentian Forestry Centre, Онтарио, Канада) с соавторами (Derek S. Sikes, Adam Brunke, Caroline Bourdon).
- Boreophilia beringi Klimaszewski & Brunke, 2019
- Boreophilia caseyi Lohse in Lohse, Klimaszewski and Smetana, 1990
  - =Boreophilia manitobensis Lohse, 1990
- Boreophilia davidgei Klimaszewski & Godin, 2012
- Boreophilia eremita (Rye, 1866)
- Boreophilia fusca (C. Sahlberg, 1831)
- Boreophilia gelida (J. Sahlberg, 1887)
- Boreophilia hercynica (Renkonen, 1936)
- Boreophilia hyperborea (Brundin, 1940)
- Boreophilia insecuta (Eppelsheim, 1893)
- Boreophilia islandica (Kraatz, 1857)
- Boreophilia latifemorata (Brundin, 1940)
- Boreophilia manitobensis Lohse in Lohse, Klimaszewski and Smetana, 1990
- Boreophilia nearctica Lohse in Lohse, Klimaszewski and Smetana, 1990
- Boreophilia neoinsecuta Klimaszewski 2019
- Boreophilia nomensis (Casey, 1910)
- Boreophilia ovalis Klimaszewski & Langor, 2011
- Boreophilia piligera (J Sahlberg, 1876)
  - =Boreostiba piligera (J Sahlberg)
- Boreophilia subplana (J. Sahlberg, 1880)
  - = Boreophilia angusticornis (Bernhauer, 1907)
- Boreophilia vega (Fenyes, 1920)
  - =Boreophilia herschelensis Klimaszewski & Godin, 2012
- Boreophilia venti (Lohse in Lohse, Klimaszewski and Smetana, 1990)

Виды, исключённые из состава Boreophilia: Atheta gelida J Sahlberg, 1887 и Atheta munsteri Bernhauer, 1902.